# いいこと、聴いた
『いいこと、聴いた』（いいこと、きいた）はTOKYO FMで2021年10月3日から放送されている地域情報番組。

## 概要
TOKYO FMでは、これまで日曜日の13時台に『Monthly Artist File-THE VOICE-』を放送してきたが、2021年10月改編をもって、新しく地域情報番組を放送することになった。
本番組はJFNに加盟する37の放送局のネットワークを生かして、この地域の人のみが知っている「光る原石」を掘り起こし、パーソナリティを務める秋元康がその「光る原石」をプロデュースしていくというスタイル。秋元康がラジオパーソナリティを務めるのは『DoCoMo 秋元康のMature Style』が放送を終了した2009年3月以来、12年半ぶりとなる。
小島瑠璃子の降板後は、単に秋元がゲストにインタビューする番組になり、さらに2024年度からは「食の近道」と称して、毎回ある料理のマニアから、うまい店や商品の紹介を受けるだけの番組になっている。

## 放送時間
- 毎週日曜日 13:00 - 13:55（エフエム群馬を除く[注 1]）

## パーソナリティ
- 秋元康
  - 2023年7月2・9日放送回は秋元が軽度の体調不良により欠席したため、両週とも伊藤俊介（オズワルド）が代演[4][5][6]。

### 過去
- 小島瑠璃子（2021年10月3日 - 2022年9月25日）

## スタッフ
- 構成：佐藤満春（どきどきキャンプ）[7]